# Krępsk
Krępsk (niem. Kramsk, kaszub. Krãpsk) – wieś w Polsce położona w województwie pomorskim, w powiecie człuchowskim, w gminie Człuchów. Wieś jest siedzibą sołectwa Krępsk, w którego skład wchodzi również miejscowość Kujanki.
Wieś królewska starostwa człuchowskiego w województwie pomorskim w drugiej połowie XVI wieku. W latach 1975–1998 miejscowość administracyjnie należała do województwa słupskiego.

## Zabytki
Według rejestru zabytków NID na listę zabytków wpisany jest szachulcowy kościół filialny pw. św. Jakuba Apostoła z XVIII w., nr rej.: A-170 z 21.02.1959.
W okolicy dwa grodziska wczesnośredniowieczne, pierścieniowate i podkowiaste.